# Élet a Vénuszon

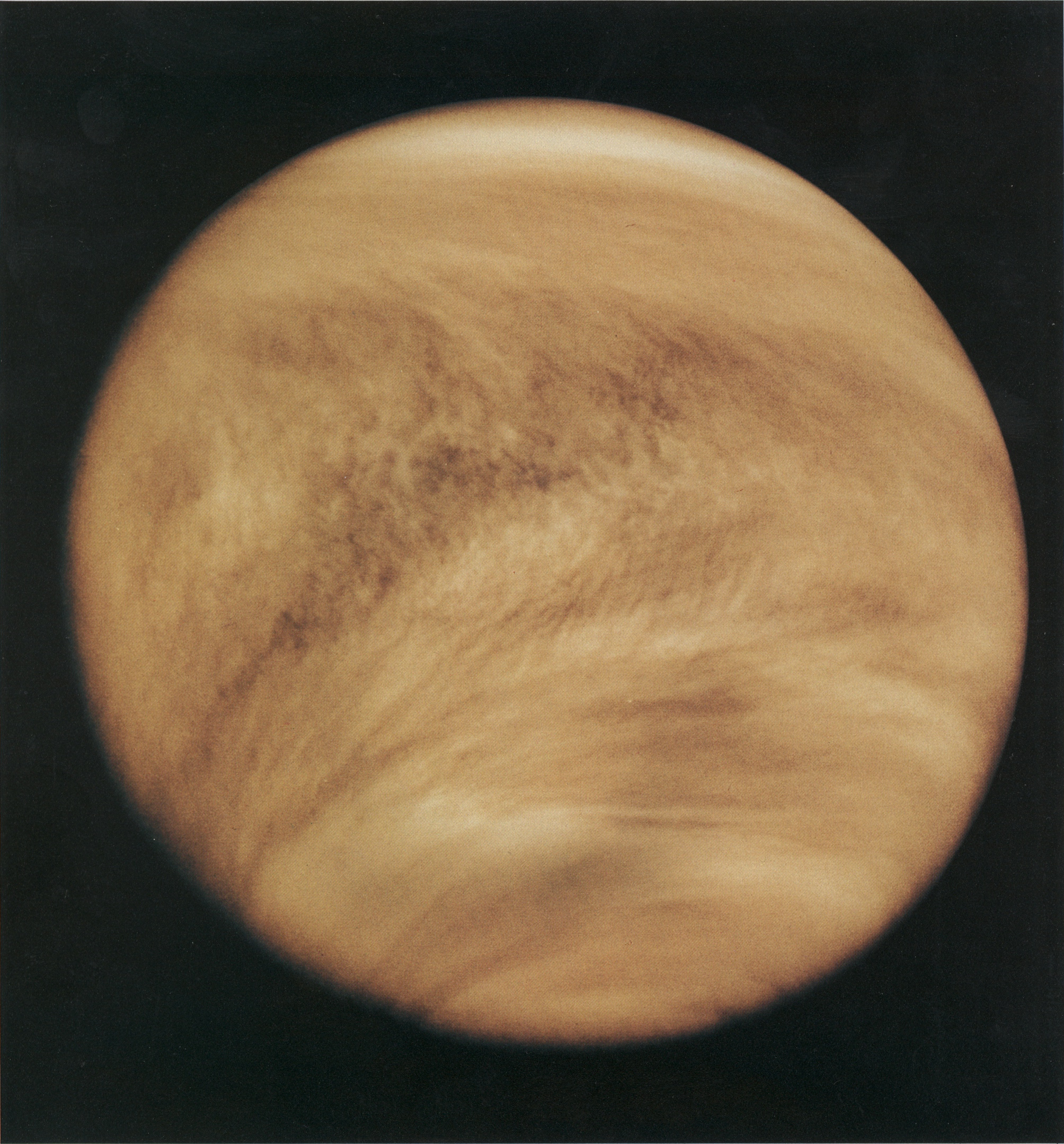
A Vénusz légköre a ultraviola fényben a Pioneer Venus Orbiter 1979-3s felvételén.

Már régóta tartja magát egy elmélet, mely szerint van élet a Vénuszon. Az elmélet az 1960-as évek óta visszaszorult, mert a bolygó kutatása közben kiderült, hogy a Földétől teljesen eltérőek itt a viszonyok.
Mivel a Vénusz közelebb van a Naphoz, mint a Föld, ezért az extrém üvegházhatás nagyjából 465 Celsius-fokra emeli meg a hőmérsékletet, emellett a légköri nyomás a földinek a 90-szerese,  Így a bolygó felszínén igen valószínűtlen, hogy egy nálunk ismert vízalapú életforma kialakuljon. Azonban több tudós is átgondolta, hogy a hőmérsékleti és savassági szélsőségeket kibíró extremofil mikroorganizmusok létezhetnek a Vénusz légkörének hűvösebb, savas, felső rétegében. Friss, 2020-as kutatások arra utalnak, hogy a légrétegben foszfin van, ami az élet jelenlétére utalhat.

## Történelmi nézőpontok
A XX. század közepéig úgy gondolták, hogy a Vénusz felszíne a Földéhez hasonló, így ott is jelen lehet az élet. 1870-ben a brit Richard Proctor csillagász azt mondta, a Vénusz egyenlítőjének területén az élet szinte teljesen elképzelhetetlen, de a sarkok körül akár még lehetséges is lehet.
Az 1960-as évektől különféle űrfelvételek  tisztán megmutatták, hogy a Vénusznak szélsőséges az időjárása, és az üvegházhatás miatt igen magas a felszíni hőmérséklet.  A légkörben kénsavból álló felhők úsznak, a felszíni nyomás 90 bar, majdnem a földi érték százszorosa. Ez olyan érték, melyet a Földön 1000 méter mélyen az óceánokban lehet megfigyelni.
1967 szeptemberében Carl Sagan és Harold Morowitz a Nature-ban megjelentettek egy cikket a vénuszi élet lehetőségeiről.

## Élet a légkörben
Bár a Vénusz felszínének környékén kevés esély van az életre, 50 km magasan hűvös a levegő, és még a légköri nyomás is kedvező lehet.
A Venera, a Pioneer Venus és a Magellán küldetések azt mutatták, hogy a légkör felső rétegeiben egyszerre volt jelen a karbonil-szulfid, a kén-hidrogén  és a kén-dioxid. Ezen kívül a Venera nagy mennyiségű, mérgező klórt érzékelt kissé lejjebb, a vénuszi felhőövben. A karbonil-szulfid szerves úttól eltérően nehezen jön létre, de származhat  vulkanikus folyamatokból is. Kénsav a felsőbb rétegekben alakul ki, ahol a Nap fotokémiai reakciót indít be a szén-dioxid, a kén-dioxid és a vízpára között.
A Nap sugárzásának hatására a lakható övezet 51 km (65 °C) és 62 km (−20 °C) magasságok között van, a savas felhők belsejében. Egyes elképzelések szerint a Vénusz légkörének felhői olyan vegyi anyagokat tartalmazhatnak, melyek biológiai aktivitást indíthatnak be. Az elképzelések szerint, ha léteznek feltételezhető mikroorganizmusok a légkörben, azok energiaforrásként a Nap által kibocsátott ultraibolya sugárzást használhatják fel. Ez megmagyarázná azokat a sötét vonalakat, melyeket „ismeretlen UV elnyelőknek” neveznek, s melyeket a Vénuszról készült UV fényképeken lehet megfigyelni. Az ismeretlen UV elnyelő arra sarkalta Carl Sagant, hogy egy 1963-ban megjelent cikkében azt javasolja, hogy feltehetően mikroorganizmusok vannak a Vénusz légkörének felső részében, melyek elnyelik az UV-sugárzást.
2019 augusztusában a csillagászok egy hosszan tartó UV-fény eltűnést és albedót figyeltek meg a Vénusz légkörében és időjárásában, mely lehet vegyi anyagom hatásának vagy egy nagy mikroorganizmus kolónia jelenlétének a hatása a magas légkörben.
2020 januárjában csillagászok olyan bizonyítékokról számoltak be, melyek alapján a Vénusz jelenleg aktív vulkáni tevékenységek helyszíne lehet, és az így képződő maradványok tartalmazhatnak olyan tápanyagokat, melyeket a Vénusz légkörében élő mikroorganizmusok képesek lehetnek feldolgozni.
2020 szeptemberében a kutatók azt írták, foszfin nyomait találták meg a bolygó légkörében, amely a Vénuszon meglévő körülmények között már ismert abiotikus módin nem jöhetett létre.
A foszfinhoz hasonló molekulák jelenlétére nem számítottak a Vénusz légkörében, mivel az ultraibolya-sugárzás következtében reakcióba lépne a vízzel és a szén-dioxiddal. A PH3 a Földön az anaerob szervezetekkel hozató összefüggésbe a Földön, és oxigénmentes exobolygókon az élet jelenlétére utalhat. Az elmélet magyarázatot adhat a Japán Űrügynökség által a Vénusz felszínén felfedezett sötét vonalakra, melyek a felhőkben élő mikrobák lehetnek.

## Esetleges múltbéli élet
Az is elképzelhető, hogy amennyiben a felgyorsuló üvegházhatás kialakulása előtt folyékony víz létezett a Vénusz felszínén, kialakulhatott ott a mikrobiotikus élet, de idő közben kihalt. Feltételezve, hogy az a folyamat, mely elhozta a vizet a Földre, a többi bolygónál is lejátszódott a lakható övezetben, akkor a becslések szerint a felszínen legfeljebb 600 millió évig lehetett víz a késői nagy bombázás előtt és alatt, ami elegendő idő lehetett egy egyszerű életforma létrejöttéhez, de ez az időszak a pár millió évtől a több milliárd évig bármi lehet. A 2019. szeptemberi kutatási eredmények alapján a Vénusz felszínén lehetett víz, és meg lehettek az élethez szükséges feltételek mintegy 3 milliárd évig, és ennek az időszaknak a vége mintegy 700–750 millió éve lehetett. Ha helyesek a feltételezések, ez már elegendő idő lehetett az élet kialakulásához. Így már kifejlődhetett egy levegőben megélő mikroba életforma is.